# Championnat d'Europe masculin de handball 2008
Navigation
Suisse 2006 Autriche 2010
La 8e édition du championnat d'Europe masculin de handball s'est déroulée en Norvège du 17 au 27 janvier 2008.
Pour la première fois, la Norvège accueille une compétition internationale masculine à l'occasion de cet Euro et espère voir les siens briller comme les Norvégiennes le font depuis plusieurs années. S'ils parviennent à s'imposer face aux Danois lors de la première journée, ce seront bien le Danemark et la Croatie qui se qualifieront pour les demi-finales. Dans l'autre tableau, l'Allemagne, championne du monde en titre, décroche le second ticket derrière une France dominante. Les demi-finales, très disputées, tournent à l'avantage de la Croatie (vainqueur 24-23 de la France) et du Danemark (vainqueur 26-25 de l'Allemagne). Pour la petite finale, les Allemands, découragés à la suite de leur défaite contre le Danemark, s'inclinent lourdement face à la France qui l'emporte 36 à 26, le plus grand écart de buts vu jusque là dans un France-Allemagne. En finale, les Danois, comme lors de la phase de poule, ont d'abord bâti leur succès en défense, contrôlant parfaitement la base arrière croate (Metličić à 5/11, Lacković à 2/8 et Balić à 4/12) pour s'imposer 24-20. Toujours placé (bronze en 2002, 2004, 2006 et 2007), le Danemark remporte ainsi son premier titre.

## Présentation

### Équipes participantes
| Pays                                                                        | Qualifié en tant que                   | Apparitions précédentes dans la compétition | Apparitions précédentes dans la compétition |
| --------------------------------------------------------------------------- | -------------------------------------- | ------------------------------------------- | ------------------------------------------- |
| Norvège                                                                     | Pays hôte                              | 2                                           | 2000, 2006                                  |
| Croatie                                                                     | Demi-finaliste de l'Euro 2006          | 7                                           | 1994, 1996, 1998, 2000, 2002, 2004, 2006    |
| Danemark                                                                    | Demi-finaliste de l'Euro 2006          | 6                                           | 1994, 1996, 2000, 2002, 2004, 2006          |
| Espagne                                                                     | Demi-finaliste de l'Euro 2006          | 7                                           | 1994, 1996, 1998, 2000, 2002, 2004, 2006    |
| France                                                                      | Demi-finaliste de l'Euro 2006          | 7                                           | 1994, 1996, 1998, 2000, 2002, 2004, 2006)   |
| Allemagne                                                                   | Cinquième ou sixième de l'Euro 2006    | 7                                           | 1994, 1996, 1998, 2000, 2002, 2004, 2006    |
| Russie                                                                      | Cinquième ou sixième de l'Euro 2006    | 7                                           | 1994, 1996, 1998, 2000, 2002, 2004, 2006    |
| Biélorussie                                                                 | Vainqueur en barrages (cf. ci-dessous) | 1                                           | 1994                                        |
| Hongrie                                                                     | Vainqueur en barrages (cf. ci-dessous) | 5                                           | 1994, 1996, 1998, 2004, 2006                |
| Islande                                                                     | Vainqueur en barrages (cf. ci-dessous) | 4                                           | 2000, 2002, 2004, 2006                      |
| Monténégro                                                                  | Vainqueur en barrages (cf. ci-dessous) | 0                                           | Première participation                      |
| Pologne                                                                     | Vainqueur en barrages (cf. ci-dessous) | 3                                           | 2002, 2004, 2006                            |
| Slovaquie                                                                   | Vainqueur en barrages (cf. ci-dessous) | 1                                           | 2006                                        |
| Slovénie                                                                    | Vainqueur en barrages (cf. ci-dessous) | 6                                           | 1994, 1996, 2000, 2002, 2004, 2006          |
| Suède                                                                       | Vainqueur en barrages (cf. ci-dessous) | 6                                           | 1994, 1996, 1998, 2000, 2002, 2004          |
| Rép. tchèque                                                                | Vainqueur en barrages (cf. ci-dessous) | 4                                           | 1996, 1998, 2002, 2004                      |
| ► Légende : en gras, le champion de l'année, en italique l'hôte de l'année. |                                        |                                             |                                             |

Les résultats des barrages de qualifications sont :
| Équipe 1    | Résultats | Résultats | Résultats | Équipe 2     |
| Équipe 1    | Aller     | Total     | Retour    | Équipe 2     |
| ----------- | --------- | --------- | --------- | ------------ |
| Pologne     | 31 – 20   | 72 – 47   | 41 – 27   | Pays-Bas     |
| Lituanie    | 23 – 28   | 53 – 59   | 30 – 31   | Hongrie      |
| Ukraine     | 29 – 28   | 48 – 63   | 19 – 35   | Slovaquie    |
| Slovénie    | 33 – 28   | 66 – 60   | 33 – 32   | Macédoine    |
| Lettonie    | 30 – 31   | 56 – 64   | 26 – 33   | Rép. tchèque |
| Biélorussie | 33 – 24   | 61 – 54   | 28 – 30   | Suisse       |
| Suède       | 36 – 25   | 69 – 59   | 33 – 34   | Roumanie     |
| Portugal    | 28 – 30   | 55 – 63   | 27 – 33   | Monténégro   |
| Serbie      | 30 – 29   | 70 – 71   | 40 – 42   | Islande      |

### Lieux de compétition
| \| Drammen Stavanger Bergen Trondheim Lillehammer \| Localisation des lieux de la compétition dont lieu de la finale (). |
| Drammen Stavanger Bergen Trondheim Lillehammer                                                                           |

| Drammen                     | Stavanger                          | Bergen                        | Trondheim                       | Lillehammer               |
| --------------------------- | ---------------------------------- | ----------------------------- | ------------------------------- | ------------------------- |
| Drammenshallen 4 900 places | Stavanger Idrettshall 7 000 places | Haukelandshallen 4 000 places | Trondheim Spektrum 4 200 places | Håkons Hall 11 500 places |
|                             |                                    |                               |                                 |                           |

### Modalités
Au tour préliminaire, les seize équipes sont réparties dans trois groupes de quatre équipes. Les trois premiers de chaque groupe se qualifient pour le tour principal organisé en deux groupes de six équipes : le groupe I regroupe les équipes issues des groupes A et B et le groupe II celles des groupes C et D. Les résultats du tour préliminaire entre les équipes issues d'un même groupe sont comptabilisés dans le classement du tour principal.
Les deux premiers de chaque groupe disputent des demi-finales croisées.

## Tour préliminaire

### Groupe A (Stavanger)
|   | Équipe       | Pts | J | G | N | P | Bp | Bc | Diff |
| - | ------------ | --- | - | - | - | - | -- | -- | ---- |
| 1 | Croatie      | 6   | 3 | 3 | 0 | 0 | 91 | 77 | 14   |
| 2 | Pologne      | 4   | 3 | 2 | 0 | 1 | 93 | 89 | 4    |
| 3 | Slovénie     | 2   | 3 | 1 | 0 | 2 | 85 | 94 | -9   |
| 4 | Rép. tchèque | 0   | 3 | 0 | 0 | 3 | 88 | 97 | -9   |

| 17 janvier 2008 18h15 | Slovénie         | 34 – 32   | Rép. tchèque | Stavanger Idrettshall, Stavanger Affluence : 1 000 Arbitrage : Lemme, Ullrich |
| 17 janvier 2008 18h15 | Vid Kavtičnik 12 | (16 – 14) | Jan Filip 10 | Stavanger Idrettshall, Stavanger Affluence : 1 000 Arbitrage : Lemme, Ullrich |
| 17 janvier 2008 18h15 | ×3 ×8 ×1         | Rapport   | ×3 ×8        | Stavanger Idrettshall, Stavanger Affluence : 1 000 Arbitrage : Lemme, Ullrich |

| 17 janvier 2008 20h15 | Croatie         | 32 – 27   | Pologne            | Stavanger Idrettshall, Stavanger Affluence : 1 000 Arbitrage : Breto, Huelin |
| 17 janvier 2008 20h15 | Balić, Horvat 7 | (14 – 14) | Mariusz Jurasik 11 | Stavanger Idrettshall, Stavanger Affluence : 1 000 Arbitrage : Breto, Huelin |
| 17 janvier 2008 20h15 | ×2 ×3           | Rapport   | ×3 ×7 ×1           | Stavanger Idrettshall, Stavanger Affluence : 1 000 Arbitrage : Breto, Huelin |

| 18 janvier 2008 18h15 | Rép. tchèque | 26 – 30   | Croatie       | Stavanger Idrettshall, Stavanger Affluence : 1 200 Arbitrage : Vakula, Ljudovik |
| 18 janvier 2008 18h15 | Jiří Vítek 7 | (13 – 13) | Ivano Balić 6 | Stavanger Idrettshall, Stavanger Affluence : 1 200 Arbitrage : Vakula, Ljudovik |
| 18 janvier 2008 18h15 | ×3 ×10 ×1    | Rapport   | ×3 ×4         | Stavanger Idrettshall, Stavanger Affluence : 1 200 Arbitrage : Vakula, Ljudovik |

| 18 janvier 2008 20h15 | Pologne          | 33 – 27   | Slovénie       | Stavanger Idrettshall, Stavanger Affluence : 2 655 Arbitrage : Breto, Huelin |
| 18 janvier 2008 20h15 | Karol Bielecki 9 | (23 – 14) | Aleš Pajovič 7 | Stavanger Idrettshall, Stavanger Affluence : 2 655 Arbitrage : Breto, Huelin |
| 18 janvier 2008 20h15 | ×3 ×7 ×1         | Rapport   | ×2 ×6          | Stavanger Idrettshall, Stavanger Affluence : 2 655 Arbitrage : Breto, Huelin |

| 20 janvier 2008 15h15 | Pologne          | 33 – 30   | Rép. tchèque  | Stavanger Idrettshall, Stavanger Affluence : 2 000 Arbitrage : Bejenariu, Cirligeanu |
| 20 janvier 2008 15h15 | Karol Bielecki 9 | (13 – 14) | Karel Nocar 7 | Stavanger Idrettshall, Stavanger Affluence : 2 000 Arbitrage : Bejenariu, Cirligeanu |
| 20 janvier 2008 15h15 | ×3 ×5            | Rapport   | ×3 ×10        | Stavanger Idrettshall, Stavanger Affluence : 2 000 Arbitrage : Bejenariu, Cirligeanu |

| 20 janvier 2008 17h15 | Croatie       | 29 – 24   | Slovénie       | Stavanger Idrettshall, Stavanger Affluence : 2 500 Arbitrage : Bord, Buy |
| 20 janvier 2008 17h15 | Ivano Balić 7 | (16 – 15) | Aleš Pajovič 7 | Stavanger Idrettshall, Stavanger Affluence : 2 500 Arbitrage : Bord, Buy |
| 20 janvier 2008 17h15 | ×2 ×4         | Rapport   | ×4 ×3          | Stavanger Idrettshall, Stavanger Affluence : 2 500 Arbitrage : Bord, Buy |

### Groupe B (Drammen)
|   | Équipe     | Pts | J | G | N | P | Bp | Bc | Diff |
| - | ---------- | --- | - | - | - | - | -- | -- | ---- |
| 1 | Norvège    | 6   | 3 | 3 | 0 | 0 | 86 | 69 | 17   |
| 2 | Danemark   | 4   | 3 | 2 | 0 | 1 | 89 | 79 | 10   |
| 3 | Monténégro | 1   | 3 | 0 | 1 | 2 | 71 | 84 | -13  |
| 4 | Russie     | 1   | 3 | 0 | 1 | 2 | 74 | 88 | -14  |

Remarque : le Monténégro et la Russie ayant fait match nul 25-25, les deux équipes sont départagées à la différence de but générale.
| 17 janvier 2008 19h15 | Danemark       | 26 – 27   | Norvège          | Drammenshallen, Drammen Affluence : 4 700 Arbitrage : Vakula, Ljudovik |
| 17 janvier 2008 19h15 | Lasse Boesen 9 | (10 – 14) | Håvard Tvedten 8 | Drammenshallen, Drammen Affluence : 4 700 Arbitrage : Vakula, Ljudovik |
| 17 janvier 2008 19h15 | ×3 ×5          | Rapport   | ×3 ×6            | Drammenshallen, Drammen Affluence : 4 700 Arbitrage : Vakula, Ljudovik |

| 18 janvier 2008 18h15 | Norvège       | 32 – 21   | Russie           | Drammenshallen, Drammen Affluence : 4 650 Arbitrage : Bord, Buy |
| 18 janvier 2008 18h15 | Frode Hagen 9 | (15 – 10) | Andreï Starykh 5 | Drammenshallen, Drammen Affluence : 4 650 Arbitrage : Bord, Buy |
| 18 janvier 2008 18h15 | ×3 ×2         | Rapport   | ×3 ×5            | Drammenshallen, Drammen Affluence : 4 650 Arbitrage : Bord, Buy |

| 18 janvier 2008 20h15 | Monténégro       | 24 – 32  | Danemark        | Drammenshallen, Drammen Affluence : 2 100 Arbitrage : Bejenariu, Cirligeanu |
| 18 janvier 2008 20h15 | Alen Muratović 9 | (9 – 18) | trois joueurs 5 | Drammenshallen, Drammen Affluence : 2 100 Arbitrage : Bejenariu, Cirligeanu |
| 18 janvier 2008 20h15 | ×2 ×5            | Rapport  | ×3 ×5           | Drammenshallen, Drammen Affluence : 2 100 Arbitrage : Bejenariu, Cirligeanu |

| 20 janvier 2008 17h15 | Danemark             | 31 – 28   | Russie              | Drammenshallen, Drammen Affluence : 4 500 Arbitrage : Lemme, Ullrich |
| 20 janvier 2008 17h15 | Lars Christiansen 13 | (18 – 11) | Édouard Kokcharov 6 | Drammenshallen, Drammen Affluence : 4 500 Arbitrage : Lemme, Ullrich |
| 20 janvier 2008 17h15 | ×3 ×4                | Rapport   | ×3 ×6 ×1            | Drammenshallen, Drammen Affluence : 4 500 Arbitrage : Lemme, Ullrich |

| 20 janvier 2008 19h15 | Norvège          | 27 – 22   | Monténégro       | Drammenshallen, Drammen Affluence : 4 700 Arbitrage : Breto, Huelin |
| 20 janvier 2008 19h15 | Håvard Tvedten 5 | (16 – 11) | Alen Muratović 8 | Drammenshallen, Drammen Affluence : 4 700 Arbitrage : Breto, Huelin |
| 20 janvier 2008 19h15 | ×3 ×5 ×1         | Rapport   | ×3 ×7 ×1         | Drammenshallen, Drammen Affluence : 4 700 Arbitrage : Breto, Huelin |

### Groupe C (Bergen)
|   | Équipe      | Pts | J | G | N | P | Bp | Bc  | Diff | Dép |
| - | ----------- | --- | - | - | - | - | -- | --- | ---- | --- |
| 1 | Hongrie     | 4   | 3 | 2 | 0 | 1 | 90 | 82  | 8    | +3  |
| 2 | Espagne     | 4   | 3 | 2 | 0 | 1 | 94 | 88  | 6    | +1  |
| 3 | Allemagne   | 4   | 3 | 2 | 0 | 1 | 84 | 80  | 4    | -4  |
| 4 | Biélorussie | 0   | 3 | 0 | 0 | 3 | 83 | 101 | -18  | /   |

| 17 janvier 2008 17h15 | Allemagne     | 34 – 26   | Biélorussie        | Haukelandshallen, Bergen Affluence : 2 110 Arbitrage : Abrahamsen, Kristiansen |
| 17 janvier 2008 17h15 | Markus Baur 7 | (16 – 13) | Barys Pukhouski 10 | Haukelandshallen, Bergen Affluence : 2 110 Arbitrage : Abrahamsen, Kristiansen |
| 17 janvier 2008 17h15 | ×3 ×4         | Rapport   | ×3 ×6              | Haukelandshallen, Bergen Affluence : 2 110 Arbitrage : Abrahamsen, Kristiansen |

| 17 janvier 2008 19h15 | Espagne          | 28 – 35   | Hongrie          | Haukelandshallen, Bergen Affluence : 2 130 Arbitrage : Baum, Góralczyk |
| 17 janvier 2008 19h15 | Rubén Garabaya 8 | (12 – 14) | Ilyés, L. Nagy 7 | Haukelandshallen, Bergen Affluence : 2 130 Arbitrage : Baum, Góralczyk |
| 17 janvier 2008 19h15 | ×3 ×1            | Rapport   | ×3               | Haukelandshallen, Bergen Affluence : 2 130 Arbitrage : Baum, Góralczyk |

| 19 janvier 2008 18h10 | Hongrie         | 24 – 28   | Allemagne      | Haukelandshallen, Bergen Affluence : 2 340 Arbitrage : Višekruna, Stanojević |
| 19 janvier 2008 18h10 | trois joueurs 4 | (12 – 13) | Baur, Jansen 5 | Haukelandshallen, Bergen Affluence : 2 340 Arbitrage : Višekruna, Stanojević |
| 19 janvier 2008 18h10 | ×3              | Rapport   | ×3 ×2          | Haukelandshallen, Bergen Affluence : 2 340 Arbitrage : Višekruna, Stanojević |

| 19 janvier 2008 20h15 | Biélorussie       | 31 – 36   | Espagne         | Haukelandshallen, Bergen Affluence : 2 340 Arbitrage : Olesen, Pedersen |
| 19 janvier 2008 20h15 | Barys Pukhouski 8 | (15 – 18) | Albert Rocas 11 | Haukelandshallen, Bergen Affluence : 2 340 Arbitrage : Olesen, Pedersen |
| 19 janvier 2008 20h15 | ×3 ×4 ×1          | Rapport   | ×3 ×5           | Haukelandshallen, Bergen Affluence : 2 340 Arbitrage : Olesen, Pedersen |

| 20 janvier 2008 16h30 | Espagne         | 30 – 22   | Allemagne       | Haukelandshallen, Bergen Affluence : 3 238 Arbitrage : Poladenko, Chernega |
| 20 janvier 2008 16h30 | Juanín García 8 | (12 – 12) | trois joueurs 4 | Haukelandshallen, Bergen Affluence : 3 238 Arbitrage : Poladenko, Chernega |
| 20 janvier 2008 16h30 | ×3 ×1           | Rapport   | ×3              | Haukelandshallen, Bergen Affluence : 3 238 Arbitrage : Poladenko, Chernega |

| 20 janvier 2008 18h30 | Hongrie                | 31 – 26   | Biélorussie      | Haukelandshallen, Bergen Affluence : 3 238 Arbitrage : Reisinger, Kaschütz |
| 20 janvier 2008 18h30 | G. Iváncsik, L. Nagy 9 | (18 – 16) | Andrei Kurchev 7 | Haukelandshallen, Bergen Affluence : 3 238 Arbitrage : Reisinger, Kaschütz |
| 20 janvier 2008 18h30 | ×3                     | Rapport   | ×2 ×4            | Haukelandshallen, Bergen Affluence : 3 238 Arbitrage : Reisinger, Kaschütz |

### Groupe D (Trondheim)
|   | Équipe    | Pts | J | G | N | P | Bp | Bc  | Diff |
| - | --------- | --- | - | - | - | - | -- | --- | ---- |
| 1 | France    | 6   | 3 | 3 | 0 | 0 | 90 | 76  | 14   |
| 2 | Suède     | 4   | 3 | 2 | 0 | 1 | 89 | 72  | 17   |
| 3 | Islande   | 2   | 3 | 1 | 0 | 2 | 68 | 76  | -8   |
| 4 | Slovaquie | 0   | 3 | 0 | 0 | 3 | 78 | 101 | -23  |

| 17 janvier 2008 18h15 | France            | 32 – 31   | Slovaquie         | Trondheim Spektrum, Trondheim Affluence : 2 585 Arbitrage : Višekruna, Stanojević |
| 17 janvier 2008 18h15 | Olivier Girault 6 | (20 – 18) | František Šulc 10 | Trondheim Spektrum, Trondheim Affluence : 2 585 Arbitrage : Višekruna, Stanojević |
| 17 janvier 2008 18h15 | ×3 ×4             | Rapport   | ×3 ×6             | Trondheim Spektrum, Trondheim Affluence : 2 585 Arbitrage : Višekruna, Stanojević |

| 17 janvier 2008 20h15 | Islande                     | 19 – 24  | Suède              | Trondheim Spektrum, Trondheim Affluence : 2 930 Arbitrage : Olesen, Pedersen |
| 17 janvier 2008 20h15 | GV Sigurðsson, Stefánsson 4 | (9 – 11) | Mariusz Jurasik 11 | Trondheim Spektrum, Trondheim Affluence : 2 930 Arbitrage : Olesen, Pedersen |
| 17 janvier 2008 20h15 | ×3 ×2                       | Rapport  | ×3 ×7              | Trondheim Spektrum, Trondheim Affluence : 2 930 Arbitrage : Olesen, Pedersen |

| 19 janvier 2008 18h15 | Slovaquie         | 22 – 28  | Islande         | Trondheim Spektrum, Trondheim Affluence : 3 410 Arbitrage : Reisinger, Kaschütz |
| 19 janvier 2008 18h15 | Radoslav Kozlov 7 | (5 – 16) | GV Sigurðsson 7 | Trondheim Spektrum, Trondheim Affluence : 3 410 Arbitrage : Reisinger, Kaschütz |
| 19 janvier 2008 18h15 | ×3 ×7             | Rapport  | ×2 ×6           | Trondheim Spektrum, Trondheim Affluence : 3 410 Arbitrage : Reisinger, Kaschütz |

| 19 janvier 2008 20h15 | Suède           | 24 – 28   | France          | Trondheim Spektrum, Trondheim Affluence : 3 640 Arbitrage : Poladenko, Chernega |
| 19 janvier 2008 20h15 | trois joueurs 4 | (13 – 18) | trois joueurs 5 | Trondheim Spektrum, Trondheim Affluence : 3 640 Arbitrage : Poladenko, Chernega |
| 19 janvier 2008 20h15 | ×4 ×2           | Rapport   | ×2 ×3           | Trondheim Spektrum, Trondheim Affluence : 3 640 Arbitrage : Poladenko, Chernega |

| 20 janvier 2008 16h15 | Slovaquie       | 25 – 41   | Suède           | Trondheim Spektrum, Trondheim Affluence : 1 870 Arbitrage : Abrahamsen, Kristiansen |
| 20 janvier 2008 16h15 | Dudáš, Mikéci 4 | (12 – 20) | Kim Andersson 8 | Trondheim Spektrum, Trondheim Affluence : 1 870 Arbitrage : Abrahamsen, Kristiansen |
| 20 janvier 2008 16h15 | ×3 ×4           | Rapport   | ×3              | Trondheim Spektrum, Trondheim Affluence : 1 870 Arbitrage : Abrahamsen, Kristiansen |

| 20 janvier 2008 18h15 | France              | 30 – 21  | Islande               | Trondheim Spektrum, Trondheim Affluence : 2 335 Arbitrage : Baum, Góralczyk |
| 20 janvier 2008 18h15 | Nikola Karabatic 10 | (17 – 8) | Alexander Petersson 5 | Trondheim Spektrum, Trondheim Affluence : 2 335 Arbitrage : Baum, Góralczyk |
| 20 janvier 2008 18h15 | ×3 ×4 ×1            | Rapport  | ×3 ×2                 | Trondheim Spektrum, Trondheim Affluence : 2 335 Arbitrage : Baum, Góralczyk |

## Tour principal

### Groupe I (Stavanger)
|   | Équipe     | Pts | J | G | N | P | Bp  | Bc  | Diff |
| - | ---------- | --- | - | - | - | - | --- | --- | ---- |
| 1 | Danemark   | 8   | 5 | 4 | 0 | 1 | 152 | 120 | 32   |
| 2 | Croatie    | 7   | 5 | 3 | 1 | 1 | 138 | 130 | 8    |
| 3 | Norvège    | 6   | 5 | 2 | 2 | 1 | 130 | 128 | 2    |
| 4 | Pologne    | 5   | 5 | 2 | 1 | 2 | 149 | 142 | 7    |
| 5 | Slovénie   | 4   | 5 | 2 | 0 | 3 | 138 | 148 | -10  |
| 6 | Monténégro | 0   | 5 | 0 | 0 | 5 | 124 | 163 | -39  |

| 22 janvier 2008 18h15 | Croatie         | 20 – 30  | Danemark        | Stavanger Idrettshall, Stavanger Affluence : 4 601 Arbitrage : Lemme, Ullrich |
| 22 janvier 2008 18h15 | Zlatko Horvat 5 | (9 – 15) | Hans Lindberg 7 | Stavanger Idrettshall, Stavanger Affluence : 4 601 Arbitrage : Lemme, Ullrich |
| 22 janvier 2008 18h15 | ×3              | Rapport  | ×3 ×5 ×1        | Stavanger Idrettshall, Stavanger Affluence : 4 601 Arbitrage : Lemme, Ullrich |

| 22 janvier 2008 20h15 | Pologne           | 24 – 24   | Norvège         | Stavanger Idrettshall, Stavanger Affluence : 7 000 Arbitrage : Bord, Buy |
| 22 janvier 2008 20h15 | Marcin Lijewski 8 | (12 – 13) | Kjetil Strand 9 | Stavanger Idrettshall, Stavanger Affluence : 7 000 Arbitrage : Bord, Buy |
| 22 janvier 2008 20h15 | ×4 ×7 ×2          | Rapport   | ×3 ×9 ×2        | Stavanger Idrettshall, Stavanger Affluence : 7 000 Arbitrage : Bord, Buy |

| 23 janvier 2008 16h15 | Croatie     | 34 – 26   | Monténégro       | Stavanger Idrettshall, Stavanger Affluence : 2 745 Arbitrage : Breto, Huelin |
| 23 janvier 2008 16h15 | Igor Vori 9 | (12 – 13) | Petar Kapisoda 7 | Stavanger Idrettshall, Stavanger Affluence : 2 745 Arbitrage : Breto, Huelin |
| 23 janvier 2008 16h15 | ×2 ×1       | Rapport   | ×3 ×2            | Stavanger Idrettshall, Stavanger Affluence : 2 745 Arbitrage : Breto, Huelin |

| 23 janvier 2008 18h15 | Pologne           | 26 – 36   | Danemark       | Stavanger Idrettshall, Stavanger Affluence : 4 757 Arbitrage : Vakula, Ljudovik |
| 23 janvier 2008 18h15 | Mariusz Jurasik 7 | (13 – 17) | Lasse Boesen 8 | Stavanger Idrettshall, Stavanger Affluence : 4 757 Arbitrage : Vakula, Ljudovik |
| 23 janvier 2008 18h15 | ×3 ×5             | Rapport   | ×3 ×5          | Stavanger Idrettshall, Stavanger Affluence : 4 757 Arbitrage : Vakula, Ljudovik |

| 23 janvier 2008 20h15 | Slovénie     | 33 – 29   | Norvège          | Stavanger Idrettshall, Stavanger Affluence : 6 869 Arbitrage : Bejenariu, Cirligeanu |
| 23 janvier 2008 20h15 | Jure Natek 9 | (14 – 13) | Kjelling, Løke 7 | Stavanger Idrettshall, Stavanger Affluence : 6 869 Arbitrage : Bejenariu, Cirligeanu |
| 23 janvier 2008 20h15 | ×3 ×6        | Rapport   | ×3               | Stavanger Idrettshall, Stavanger Affluence : 6 869 Arbitrage : Bejenariu, Cirligeanu |

| 24 janvier 2008 16h15 | Pologne              | 39 – 23   | Monténégro       | Stavanger Idrettshall, Stavanger Affluence : 2 309 Arbitrage : Canbro, Claesson |
| 24 janvier 2008 16h15 | Mateusz Jachlewski 6 | (19 – 13) | Petar Kapisoda 6 | Stavanger Idrettshall, Stavanger Affluence : 2 309 Arbitrage : Canbro, Claesson |
| 24 janvier 2008 16h15 | ×3 ×4                | Rapport   | ×3               | Stavanger Idrettshall, Stavanger Affluence : 2 309 Arbitrage : Canbro, Claesson |

| 24 janvier 2008 18h15 | Slovénie     | 23 – 28   | Danemark            | Stavanger Idrettshall, Stavanger Affluence : 6 412 Arbitrage : Lemme, Ullrich |
| 24 janvier 2008 18h15 | Jure Natek 5 | (11 – 15) | Lars Christiansen 8 | Stavanger Idrettshall, Stavanger Affluence : 6 412 Arbitrage : Lemme, Ullrich |
| 24 janvier 2008 18h15 | ×4           | Rapport   | ×2 ×3               | Stavanger Idrettshall, Stavanger Affluence : 6 412 Arbitrage : Lemme, Ullrich |

| 24 janvier 2008 20h15 | Croatie       | 23 – 23   | Norvège         | Stavanger Idrettshall, Stavanger Affluence : 7 000 Arbitrage : Breto, Huelin |
| 24 janvier 2008 20h15 | Ivano Balić 9 | (10 – 11) | trois joueurs 5 | Stavanger Idrettshall, Stavanger Affluence : 7 000 Arbitrage : Breto, Huelin |
| 24 janvier 2008 20h15 | ×4 ×5         | Rapport   | ×4 ×2           | Stavanger Idrettshall, Stavanger Affluence : 7 000 Arbitrage : Breto, Huelin |

### Groupe II (Trondheim)
|   | Équipe    | Pts | J | G | N | P | Bp  | Bc  | Diff |
| - | --------- | --- | - | - | - | - | --- | --- | ---- |
| 1 | France    | 8   | 5 | 4 | 0 | 1 | 140 | 126 | 14   |
| 2 | Allemagne | 6   | 5 | 3 | 0 | 2 | 139 | 136 | 3    |
| 3 | Suède     | 5   | 5 | 2 | 1 | 2 | 131 | 131 | 0    |
| 4 | Hongrie   | 5   | 5 | 2 | 1 | 2 | 145 | 147 | -2   |
| 5 | Espagne   | 4   | 5 | 2 | 0 | 3 | 144 | 138 | 6    |
| 6 | Islande   | 2   | 5 | 1 | 0 | 4 | 129 | 150 | -21  |

Remarque : la Suède et la Hongrie ayant fait match nul 27-27, les deux équipes sont départagées à la différence de but générale.
| 22 janvier 2008 16h20 | Allemagne         | 35 – 27   | Islande             | Trondheim Spektrum, Trondheim Affluence : 1 380 Arbitrage : Abrahamsen, Kristiansen |
| 22 janvier 2008 16h20 | Holger Glandorf 9 | (17 – 12) | Ólafur Stefánsson 8 | Trondheim Spektrum, Trondheim Affluence : 1 380 Arbitrage : Abrahamsen, Kristiansen |
| 22 janvier 2008 16h20 | ×3 ×4             | Rapport   | ×3 ×4               | Trondheim Spektrum, Trondheim Affluence : 1 380 Arbitrage : Abrahamsen, Kristiansen |

| 22 janvier 2008 18h30 | Espagne         | 27 – 28   | France            | Trondheim Spektrum, Trondheim Affluence : 1 890 Arbitrage : Olesen, Pedersen |
| 22 janvier 2008 18h30 | trois joueurs 5 | (15 – 15) | Daniel Narcisse 7 | Trondheim Spektrum, Trondheim Affluence : 1 890 Arbitrage : Olesen, Pedersen |
| 22 janvier 2008 18h30 | ×2              | Rapport   | ×3                | Trondheim Spektrum, Trondheim Affluence : 1 890 Arbitrage : Olesen, Pedersen |

| 22 janvier 2008 20h30 | Hongrie          | 27 – 27   | Suède         | Trondheim Spektrum, Trondheim Affluence : 1 103 Arbitrage : Višekruna, Stanojević |
| 22 janvier 2008 20h30 | Gergő Iváncsik 8 | (16 – 14) | Marcus Ahlm 8 | Trondheim Spektrum, Trondheim Affluence : 1 103 Arbitrage : Višekruna, Stanojević |
| 22 janvier 2008 20h30 | ×3               | Rapport   | ×3 ×5         | Trondheim Spektrum, Trondheim Affluence : 1 103 Arbitrage : Višekruna, Stanojević |

| 23 janvier 2008 16h15 | Espagne         | 26 – 27   | Suède           | Trondheim Spektrum, Trondheim Affluence : 2 730 Arbitrage : Baum, Góralczyk |
| 23 janvier 2008 16h15 | Juanín García 8 | (14 – 13) | Jonas Källman 8 | Trondheim Spektrum, Trondheim Affluence : 2 730 Arbitrage : Baum, Góralczyk |
| 23 janvier 2008 16h15 | ×3 ×5           | Rapport   | ×3 ×5           | Trondheim Spektrum, Trondheim Affluence : 2 730 Arbitrage : Baum, Góralczyk |

| 23 janvier 2008 18h15 | Allemagne       | 23 – 26   | France             | Trondheim Spektrum, Trondheim Affluence : 2 945 Arbitrage : Poladenko, Chernega |
| 23 janvier 2008 18h15 | Michael Kraus 6 | (10 – 11) | Nikola Karabatic 8 | Trondheim Spektrum, Trondheim Affluence : 2 945 Arbitrage : Poladenko, Chernega |
| 23 janvier 2008 18h15 | ×3 ×5 ×1        | Rapport   | ×4 ×2              | Trondheim Spektrum, Trondheim Affluence : 2 945 Arbitrage : Poladenko, Chernega |

| 23 janvier 2008 20h15 | Hongrie        | 28 – 36   | Islande                     | Trondheim Spektrum, Trondheim Affluence : 1 012 Arbitrage : Reisinger, Kaschütz |
| 23 janvier 2008 20h15 | Tamás Mocsai 6 | (16 – 16) | Snorri Steinn Guðjónsson 11 | Trondheim Spektrum, Trondheim Affluence : 1 012 Arbitrage : Reisinger, Kaschütz |
| 23 janvier 2008 20h15 | ×3 ×4          | Rapport   | ×3 ×1                       | Trondheim Spektrum, Trondheim Affluence : 1 012 Arbitrage : Reisinger, Kaschütz |

| 24 janvier 2008 15h20 | Espagne         | 33 – 26   | Islande                     | Trondheim Spektrum, Trondheim Affluence : 2 280 Arbitrage : Olesen, Pedersen |
| 24 janvier 2008 15h20 | Juanín García 9 | (18 – 15) | Guðjónsson, GV Sigurðsson 7 | Trondheim Spektrum, Trondheim Affluence : 2 280 Arbitrage : Olesen, Pedersen |
| 24 janvier 2008 15h20 | ×3 ×4           | Rapport   | ×2 ×4 ×1                    | Trondheim Spektrum, Trondheim Affluence : 2 280 Arbitrage : Olesen, Pedersen |

| 24 janvier 2008 17h20 | Hongrie        | 31 – 28   | France             | Trondheim Spektrum, Trondheim Affluence : 2 360 Arbitrage : Abrahamsen, Kristiansen |
| 24 janvier 2008 17h20 | Ferenc Ilyés 9 | (15 – 11) | Fabrice Guilbert 6 | Trondheim Spektrum, Trondheim Affluence : 2 360 Arbitrage : Abrahamsen, Kristiansen |
| 24 janvier 2008 17h20 | ×3 ×5          | Rapport   | ×3                 | Trondheim Spektrum, Trondheim Affluence : 2 360 Arbitrage : Abrahamsen, Kristiansen |

| 24 janvier 2008 19h20 | Allemagne        | 31 – 29   | Suède           | Trondheim Spektrum, Trondheim Affluence : 2 915 Arbitrage : Višekruna, Stanojević |
| 24 janvier 2008 19h20 | Glandorf, Hens 7 | (16 – 18) | Kim Andersson 9 | Trondheim Spektrum, Trondheim Affluence : 2 915 Arbitrage : Višekruna, Stanojević |
| 24 janvier 2008 19h20 | ×3 ×5            | Rapport   | ×3              | Trondheim Spektrum, Trondheim Affluence : 2 915 Arbitrage : Višekruna, Stanojević |

## Phase finale
|  | Demi-finales                   | Demi-finales                   |                        |    | Finale                         | Finale                         |
|  | Demi-finales                   | Demi-finales                   |                        |    | Finale                         | Finale                         |
|  |                                |                                |                        |    |                                |                                |
|  | 26 janvier 15h30 à Lillehammer | 26 janvier 15h30 à Lillehammer |                        |    | 27 janvier 16h00 à Lillehammer | 27 janvier 16h00 à Lillehammer |
|  | 26 janvier 15h30 à Lillehammer | 26 janvier 15h30 à Lillehammer |                        |    | 27 janvier 16h00 à Lillehammer | 27 janvier 16h00 à Lillehammer |
|  | France                         | 23                             |                        |    | 27 janvier 16h00 à Lillehammer | 27 janvier 16h00 à Lillehammer |
|  | France                         | 23                             |                        |    | 27 janvier 16h00 à Lillehammer | 27 janvier 16h00 à Lillehammer |
|  | Croatie                        | 24                             |                        |    | 27 janvier 16h00 à Lillehammer | 27 janvier 16h00 à Lillehammer |
|  | Croatie                        | 24                             | Croatie                | 20 |                                |                                |
|  | 26 janvier 18h00 à Lillehammer |                                | Croatie                | 20 |                                |                                |
|  |                                | Danemark                       | 24                     |    |                                |                                |
|  | Danemark                       | Danemark                       | 24                     | 26 |                                |                                |
|  | Danemark                       |                                |                        | 26 |                                |                                |
|  | Allemagne                      | 25                             |                        |    |                                |                                |
|  | Allemagne                      | 25                             | Match pour la 3e place |    |                                |                                |
|  |                                |                                |                        |    |                                |                                |
|  | 27 janvier 13h30 à Lillehammer |                                |                        |    |                                |                                |
|  |                                |                                |                        |    |                                |                                |
|  | France                         | 36                             |                        |    |                                |                                |
|  | France                         | 36                             |                        |    |                                |                                |
|  | Allemagne                      | 26                             |                        |    |                                |                                |
|  | Allemagne                      | 26                             |                        |    |                                |                                |

### Demi-finales
| 26 janvier 2008 15 h 30 CET | Croatie          | 24 – 23  | France                       | Håkons Hall, Lillehammer Arbitrage : Miroslaw Baum, Marek Goralczyk |
| 26 janvier 2008 15 h 30 CET | Petar Metličić 6 | (11 - 9) | Luc Abalo, Daniel Narcisse 7 | Håkons Hall, Lillehammer Arbitrage : Miroslaw Baum, Marek Goralczyk |
| 26 janvier 2008 15 h 30 CET | ×3 ×1            | Rapport  | ×3 ×2                        | Håkons Hall, Lillehammer Arbitrage : Miroslaw Baum, Marek Goralczyk |

- Croatie : Alilovic (44 minutes, 5/22 arrêts), Somić (16 minutes, 4/10 arrêts dont 2/3 pen.) – Kaleb (1/1 aux tirs), Balic (5/10), Duvnjak (1/2 pen.), Lacković (2/6), Vori (2/2), Dominiković, Spoljarić, Metličić (6/8), J. Valcić, T. Valcić (3/7), Cupić (4/5 dont 2/2 pen.).
- France : Omeyer (tout le match, 10/34 arrêts dont 1/4 pen) – Fernandez (1/4 aux tirs), Dinart. G. Gille (2/2), B. Gille, Narcisse (7/8), Girault (1/3 dont 1/1 pen), Karabatic (5/12 dont 1/3 pen), Kempé, Abalo (7/12 dont 0/1 pen.).

| 26 janvier 2008 18 h 00 CET | Danemark            | 26 – 25   | Allemagne          | Håkons Hall, Lillehammer Arbitrage : Viktor Poladenko, Igor Chernega |
| 26 janvier 2008 18 h 00 CET | Lars Christiansen 6 | (10 - 13) | Florian Kehrmann 5 | Håkons Hall, Lillehammer Arbitrage : Viktor Poladenko, Igor Chernega |
| 26 janvier 2008 18 h 00 CET | ×3 ×2               | Rapport   | ×3 ×4              | Håkons Hall, Lillehammer Arbitrage : Viktor Poladenko, Igor Chernega |

- Danemark : Hvidt (tout le match, 15/40 arrêts dont 1/1 pen) – Boesen (3/8 aux tirs), Jørgensen (1/1), Jensen (2/3), Christiansen (6/11 dont 3/3 pen), Spellerberg (2/5), Knudsen (4/5), Nøddesbo (1/1), Jeppesen (0/1), Sondergaard (1/5), Boldsen (3/8) Lindberg (0/2), Nielsen (3/4).
- Allemagne : Bitter (tout le match, 18/43 arrêts), Fritz (0/1 pen.) – Hens (3/10 aux tirs), von Behren, Klein, Preiss (1/1), Glandorf (4/7), Baur (4/7 dont 0/1 pen), Zeitz (1/2), Jansen (2/3), Klimovets (1/2), Kraus (3/6), Kehrmann (6/8)

### Finale
| 27 janvier 2008 16 h 00 CET | Danemark       | 24 – 20   | Croatie          | Håkons Hall, Lillehammer Arbitrage : Vicente Breto, Jose Antonio Huelin |
| 27 janvier 2008 16 h 00 CET | Lasse Boesen 7 | (13 - 10) | Petar Metličić 5 | Håkons Hall, Lillehammer Arbitrage : Vicente Breto, Jose Antonio Huelin |
| 27 janvier 2008 16 h 00 CET | ×2 ×5          | Rapport   | ×3 ×5 ×1         | Håkons Hall, Lillehammer Arbitrage : Vicente Breto, Jose Antonio Huelin |

- Danemark : Hvidt (tout le match, 14/34 arrêts dont 1/2 pen) – Boesen (7/13 aux tirs), Jørgensen (1/1), Jensen (4/4), Christiansen (7/8 dont 2/2 pen), Spellerberg, Knudsen (2/3), Sondergaard, Boldsen (0/1) Lindberg (3/4) Nielsen (0/1).
- Croatie : Alilović (54 minutes, 5/25 arrêts), Somić (6 minutes, 1/5 arrêts) – Sulić, Balić (4/12 aux tirs), Lacković (2/8), Vori (1/1), Dominiković, Spoljarić, Metličić (5/11), J. Valcić, Vukić (2/2), T. Valcić (2/4), Cupić (4/5 dont 1/2 pen)

### Match pour la3eplace
| 27 janvier 2008 13 h 30 CET | Allemagne        | 26 – 36  | France            | Håkons Hall, Lillehammer Arbitrage : Valentyn Vakula, Aleksandr Ljudovik |
| 27 janvier 2008 13 h 30 CET | Torsten Jansen 7 | (9 - 18) | Olivier Girault 8 | Håkons Hall, Lillehammer Arbitrage : Valentyn Vakula, Aleksandr Ljudovik |
| 27 janvier 2008 13 h 30 CET | ×3 ×4            | Rapport  | ×3                | Håkons Hall, Lillehammer Arbitrage : Valentyn Vakula, Aleksandr Ljudovik |

- Allemagne : Fritz (33 minutes, 6/25 arrêts), Bitter (27 minutes, 2/19) – Hens (6/9 aux tirs), von Behren, Klein (1/3), Hermann (1/3), Glandorf (2/4), Baur, Zeitz (1/3), Jansen (7/9 dont 3/3 pen), Klimovets (2/2), Kraus (3/6), Kaufmann, Schroder (3/4).
- France : Omeyer (54 minutes, 10/32 arrêts), Karaboué (6 minutes, 1/5) – Fernandez (1/2 au tirs), Dinart, G.Gille (1/1), Narcisse (7/10), Girault (8/10 dont 5/5 pen), Karabatic (6/7), Kempé (2/2), Abalo (6/10), Krantz (1/1), Ostertag (2/2), Paty (2/4 dont 0/1 pen), Guilbert.

### Match pour la5eplace
| 26 janvier 2008 13 h 00 CET | Norvège              | 34 – 36 (ap)       | Suède              | Håkons Hall, Lillehammer Arbitrage : Bernd Ullrich, Frank Lemme |
| 26 janvier 2008 13 h 00 CET | Kjetil Strand 10     | (13 - 15, 26 - 26) | Boquist, Källman 7 | Håkons Hall, Lillehammer Arbitrage : Bernd Ullrich, Frank Lemme |
| 26 janvier 2008 13 h 00 CET | Prol. : 4 - 4, 4 - 6 |                    |                    | Håkons Hall, Lillehammer Arbitrage : Bernd Ullrich, Frank Lemme |
| 26 janvier 2008 13 h 00 CET | ×3                   | Rapport            | ×3 ×4              | Håkons Hall, Lillehammer Arbitrage : Bernd Ullrich, Frank Lemme |

- Norvège : Ege (63 minutes, 15/43 dont 3/6 pen), Erevik (17 minutes, 2/10) – Solberg, Hagen (2/6 aux tirs), Strand (10/14 dont 7/7 pen.), Myrhol (7/11), Lund (5/8), Tvedten (4/4 dont 1/1 pen.), Lauritzen, Kjelling (0/1), Jørgensen (6/16), Jensen, Skoglund (0/1), Skjærvold (0/3).
- Suède : Svensson (30 minutes, 5/19 arrêts), Beutler (50 minutes, 11/31) – Boquist (7/14 aux tirs), Lundström (0/2), Andersson (5/12 dont 1/2 pen.), Källman (7/11), Jernmyr, Petersson (1/1 pen.), Lennartsson (3/6 dont 1/2 pen.), Doder, Ahlm (5/8), Arrhenius, Larholm (5/7 dont 1/3 pen.), Carlén (3/4).

## Classement final
| Rang                       | Équipe      | MJ | V | N | D | BM  | BE  | Diff |  |
| -------------------------- | ----------- | -- | - | - | - | --- | --- | ---- |  |
| Médaille d'or, Europe      | Danemark    | 8  | 7 | 0 | 1 | 233 | 193 | +40  |  |
| Médaille d'argent, Europe  | Croatie     | 8  | 5 | 1 | 2 | 212 | 203 | +9   |  |
| Médaille de bronze, Europe | France      | 8  | 6 | 0 | 2 | 231 | 207 | +24  |  |
| 4                          | Allemagne   | 8  | 4 | 0 | 4 | 224 | 224 | 0    |  |
|                            |             |    |   |   |   |     |     |      |  |
| 5                          | Suède       | 7  | 4 | 1 | 2 | 208 | 190 | +18  |  |
| 6                          | Norvège     | 7  | 3 | 2 | 2 | 196 | 185 | +11  |  |
|                            |             |    |   |   |   |     |     |      |  |
| 7                          | Pologne     | 6  | 3 | 1 | 2 | 182 | 172 | +10  |  |
| 8                          | Hongrie     | 6  | 3 | 1 | 2 | 176 | 173 | +3   |  |
| 9                          | Espagne     | 6  | 3 | 0 | 3 | 180 | 169 | +11  |  |
| 10                         | Slovénie    | 6  | 3 | 0 | 3 | 172 | 180 | – 8  |  |
| 11                         | Islande     | 6  | 2 | 0 | 4 | 157 | 172 | – 15 |  |
| 12                         | Monténégro  | 6  | 0 | 1 | 5 | 149 | 188 | – 39 |  |
|                            |             |    |   |   |   |     |     |      |  |
| 13                         | Russie      | 3  | 0 | 1 | 2 | 74  | 88  | – 14 |  |
| 14                         | Tchéquie    | 3  | 0 | 0 | 3 | 88  | 97  | – 9  |  |
| 15                         | Biélorussie | 3  | 0 | 0 | 3 | 83  | 101 | – 18 |  |
| 16                         | Slovaquie   | 3  | 0 | 0 | 3 | 78  | 101 | – 23 |  |

Le Danemark, vainqueur de la compétition, obtient sa qualification directe pour les Jeux olympiques de 2008.
La Croatie, la France et l'Allemagne étant déjà qualifiées pour un TQO, la Suède et la Norvège obtiennent les deux places pour participer aux tournois de qualification olympique.

## Statistiques et récompenses

### Équipe-type
L'équipe-type désignée à l'issue du tournoi est composée de,,, :
- Meilleur joueur (MVP) : Nikola Karabatic,  France
- Gardien de but : Kasper Hvidt,  Danemark
- Ailier gauche : Lars Christiansen,  Danemark
- Arrière gauche : Daniel Narcisse,  France
- Demi-centre : Ivano Balić,  Croatie
- Pivot : Frank Løke ,  Norvège
- Arrière droit : Kim Andersson ,  Suède
- Ailier droit : Florian Kehrmann ,  Allemagne
- Défenseur : Igor Vori,  Croatie

### Meilleurs buteurs
Les meilleurs buteurs sont, :
| Rang | Joueur                  | Équipe    | Buts | Tirs | %    | MJ | Moy. |
| ---- | ----------------------- | --------- | ---- | ---- | ---- | -- | ---- |
| 1    | Lars Christiansen       | Danemark  | 44   | 58   | 76 % | 7  | 6,3  |
| 1    | Ivano Balić             | Croatie   | 44   | 84   | 52 % | 8  | 5,5  |
| 1    | Nikola Karabatic        | France    | 44   | 89   | 49 % | 8  | 5,5  |
| 4    | Daniel Narcisse         | France    | 43   | 72   | 60 % | 8  | 5,4  |
| 5    | Lasse Boesen            | Danemark  | 41   | 76   | 54 % | 8  | 5,1  |
| 5    | Kim Andersson           | Suède     | 41   | 78   | 53 % | 7  | 5,9  |
| 7    | Aleš Pajovič            | Slovénie  | 39   | 70   | 56 % | 6  | 6,5  |
| 8    | Karol Bielecki          | Pologne   | 37   | 62   | 60 % | 6  | 6,2  |
| 9    | Holger Glandorf         | Allemagne | 36   | 72   | 50 % | 8  | 4,5  |
| 10   | Guðjón Valur Sigurðsson | Islande   | 34   | 63   | 54 % | 6  | 5,7  |

### Meilleurs gardiens de but
Les meilleurs gardiens de but sont[réf. à confirmer] :
| Rang | Joueur                | Équipe     | %       | Arrêts | Tirs |
| ---- | --------------------- | ---------- | ------- | ------ | ---- |
| 1    | Kasper Hvidt          | Danemark   | 40,4 %  | 124    | 307  |
| 2    | Steinar Ege           | Norvège    | 39,4 %  | 104    | 264  |
| 3    | Nándor Fazekas        | Hongrie    | 37,9 %  | 53     | 140  |
| 4    | Beno Lapajne          | Slovénie   | 37,2 %  | 55     | 148  |
| 5    | Goran Stojanović      | Monténégro | 35,3 %  | 71     | 201  |
| 6    | José Javier Hombrados | Espagne    | 35,0 %  | 71     | 203  |
| 7    | Oleg Grams            | Russie     | 34,6 %  | 9      | 26   |
| 8    | Tomas Svensson        | Suède      | 34,3 %  | 49     | 143  |
| 9    | Mirko Alilović        | Croatie    | 34,12 % | 72     | 211  |
| 10   | Gorazd Škof           | Slovénie   | 34,09 % | 45     | 132  |

## Effectif des équipes sur le podium

### Champion d’Europe:Danemark
L'effectif du Danemark, champion d'Europe, est :
- Lars Christiansen
- Lasse Boesen
- Michael V. Knudsen
- Hans Lindberg
- Joachim Boldsen
- Kasper Nielsen
- Lars Krogh Jeppesen
- Kasper Søndergaard
- Jesper Jensen
- Bo Spellerberg
- Lars Rasmussen
- Jesper Nøddesbo
- Lars Jørgensen
- Mikkel Aagaard
- Lars Møller Madsen
- Peter Henriksen
- Kasper Hvidt

Sélectionneur
- Ulrik Wilbek

### Vice-champion d’Europe:Croatie
L'effectif de la Croatie, vice-champion d'Europe, est :
- Ivano Balić
- Petar Metličić
- Igor Vori
- Ivan Čupić
- Zlatko Horvat
- Blaženko Lacković
- Domagoj Duvnjak
- Tonči Valčić
- Nikša Kaleb
- Renato Sulić
- Ljubo Vukić
- Drago Vuković
- Denis Špoljarić
- Mirko Alilović
- Vjenceslav Somić
- Davor Dominiković
- Dragan Jerković
- Josip Valčić

Sélectionneur
- Lino Červar

### Troisième place:France
L'effectif de la France, médaille de bronze, est :
- Nikola Karabatic
- Daniel Narcisse
- Luc Abalo
- Olivier Girault
- Jérôme Fernandez
- Bertrand Gille
- Cédric Paty
- Fabrice Guilbert
- Christophe Kempé
- Sébastien Ostertag
- Guillaume Gille
- Didier Dinart
- Laurent Busselier
- Geoffroy Krantz
- Daouda Karaboué
- Thierry Omeyer
- Yohann Ploquin

Sélectionneur
- Claude Onesta